# Gli ultimi giorni di Pompei
Gli ultimi giorni di Pompei (bra: Os Últimos Dias de Pompeia) é um filme teuto-hispânico-italiano de 1959, dos géneros aventura, drama, ficção histórica e romance, dirigido por Mario Bonnard e Sergio Leone (não creditado), com roteiro de Sergio Corbucci, Ennio De Concini, Luigi Emmanuele, Duccio Tessari e do próprio Leone baseado no livro The Last Days of Pompeii, de Edward George Bulwer-Lytton.

## Sinopse
Em Pompeia, no ano 79, primeiros tempos do Cristianismo, o centurião Glaucus (Reeves) apaixona-se por uma cristã recém-convertida, Helena (Kauffman), e põe-se a serviço dos perseguidos, atraindo a ira do Império Romano. O filme termina com a histórica erupção do Vesúvio, que soterraria Pompeia. 

## Elenco
- Steve Reeves .... Glauco
- Christine Kaufmann .... Helena
- Fernando Rey .... Arbaces
- Barbara Carroll .... Nídia
- Anne-Marie Baumann .... Júlia
- Mimmo Palmara .... Gallino
- Guillermo Marín .... Ascânio
- Carlo Tamberlani .... líder cristão
- Mino Doro .... vice-cônsul
- Ángel Aranda .... Antonino